# Villematier

Villematier este o comună în departamentul Haute-Garonne din sudul Franței. În 2009 avea o populație de 996 de locuitori.

## Evoluția populației
| An        | 1975 | 1982 | 1990 | 1999 | 2006 | 2009 |
| --------- | ---- | ---- | ---- | ---- | ---- | ---- |
| Populație | 714  | 827  | 828  | 861  | 920  | 996  |

## Monumente

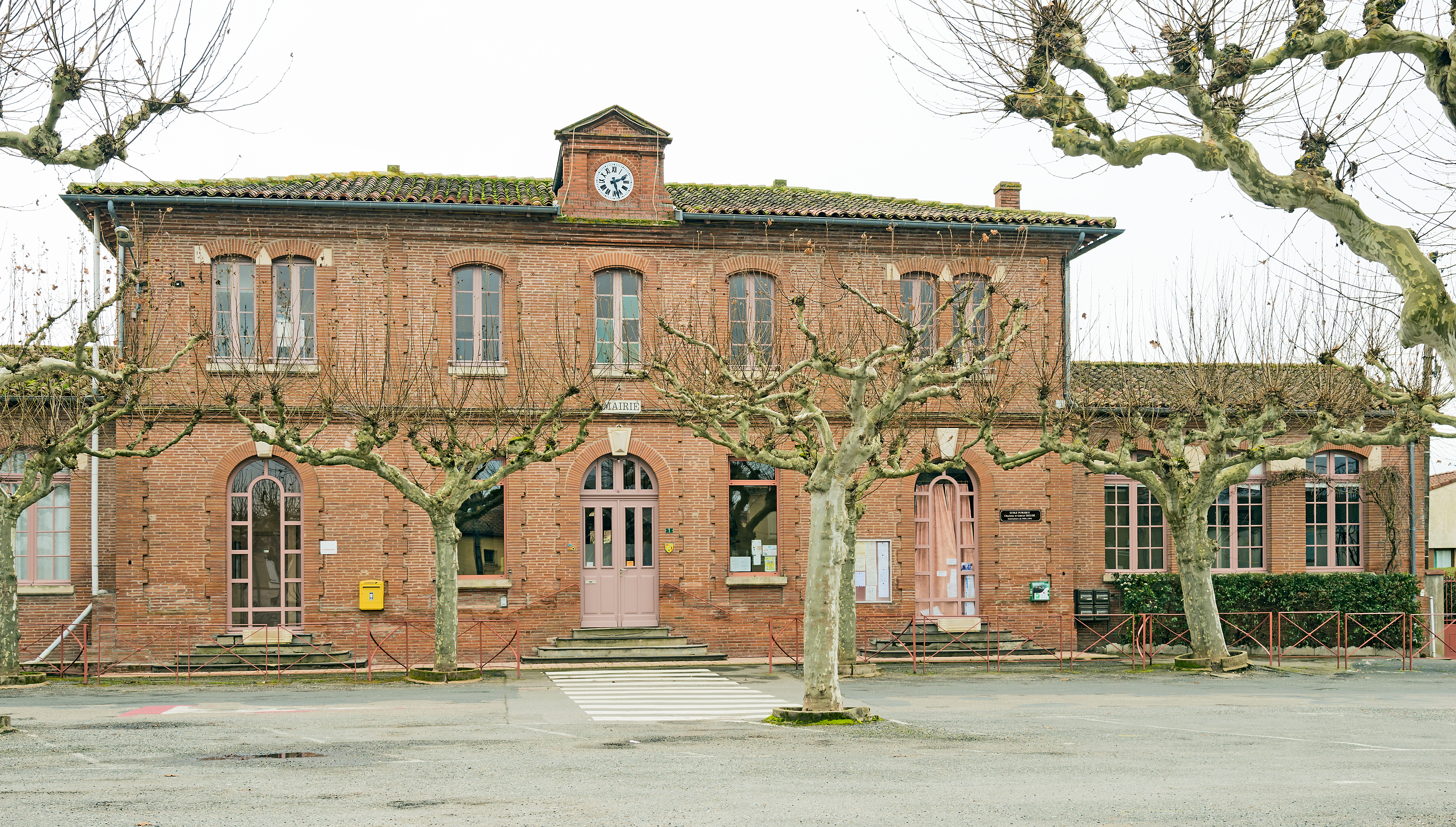
Primărie.
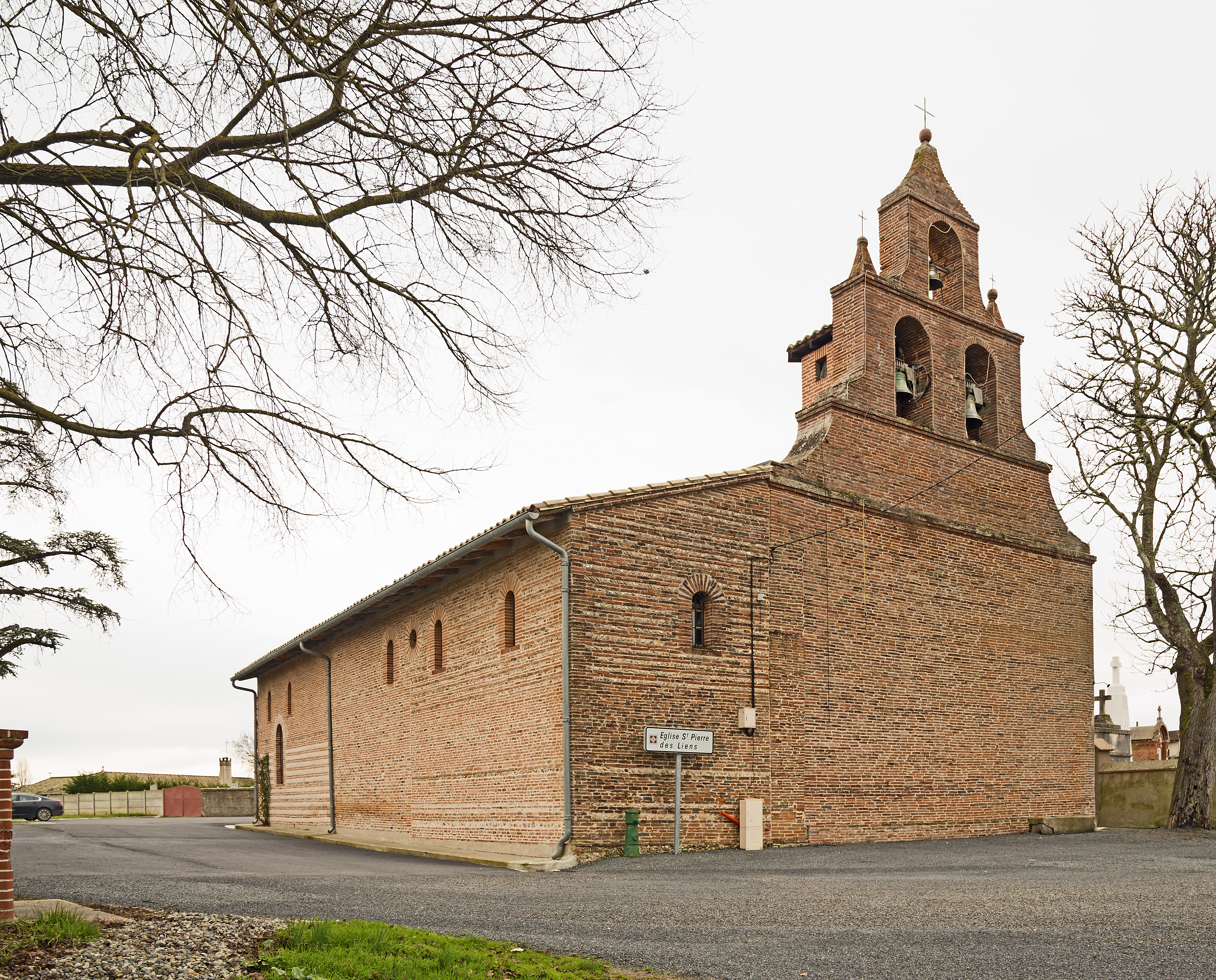
Biserica.